# McLaren Group
Pour les articles homonymes, voir McLaren.

Le McLaren Speedmark.

McLaren Group, basé au McLaren Technology Centre à Woking en Angleterre est une société britannique fondée en 1985 par l'homme d'affaires britannique Ron Dennis regroupant des entreprises spécialisées dans les techniques de pointe, notamment liées au secteur de l'automobile. La société s'est auparavant appelée TAG McLaren Group et brièvement McLaren Technology Group.
Le groupe s'est formé à partir de l'écurie de Formule 1 McLaren Racing créée elle en 1963 par le pilote néo-zélandais Bruce McLaren, pour élargir les domaines d'activités de la marque. Ainsi, depuis le début des années 1990, le McLaren Group étend ses activités au secteur automobile de prestige avec sa filiale McLaren Automotive, mais également à d'autres domaines industriels.
L'actionnariat du McLaren Group connaît des évolutions majeures entre juin 2017 et mai 2018 avec le départ de l'entreprise de son fondateur Ron Dennis et la revente de l'intégralité de ses actions, puis le rachat par l'homme d'affaires Michael Latifi de 10 % du capital. La Bahrain Mumtalakat Holding Company, le fonds souverain du royaume de Bahreïn, détient actuellement 56 % des parts de l'entreprise. Le groupe TAG en détient quant à lui 14 %. Le reste de l'actionnariat est détenu par quatre actionnaires minoritaires.
Le McLaren Group enregistre en 2018 un chiffre d'affaires de 1 256,6 millions de livres. Il est dirigé depuis mars 2020 par l'homme d'affaires britannique Paul S. Walsh.

## Historique

### La genèse: le McLaren Racing et la fondation du McLaren Group

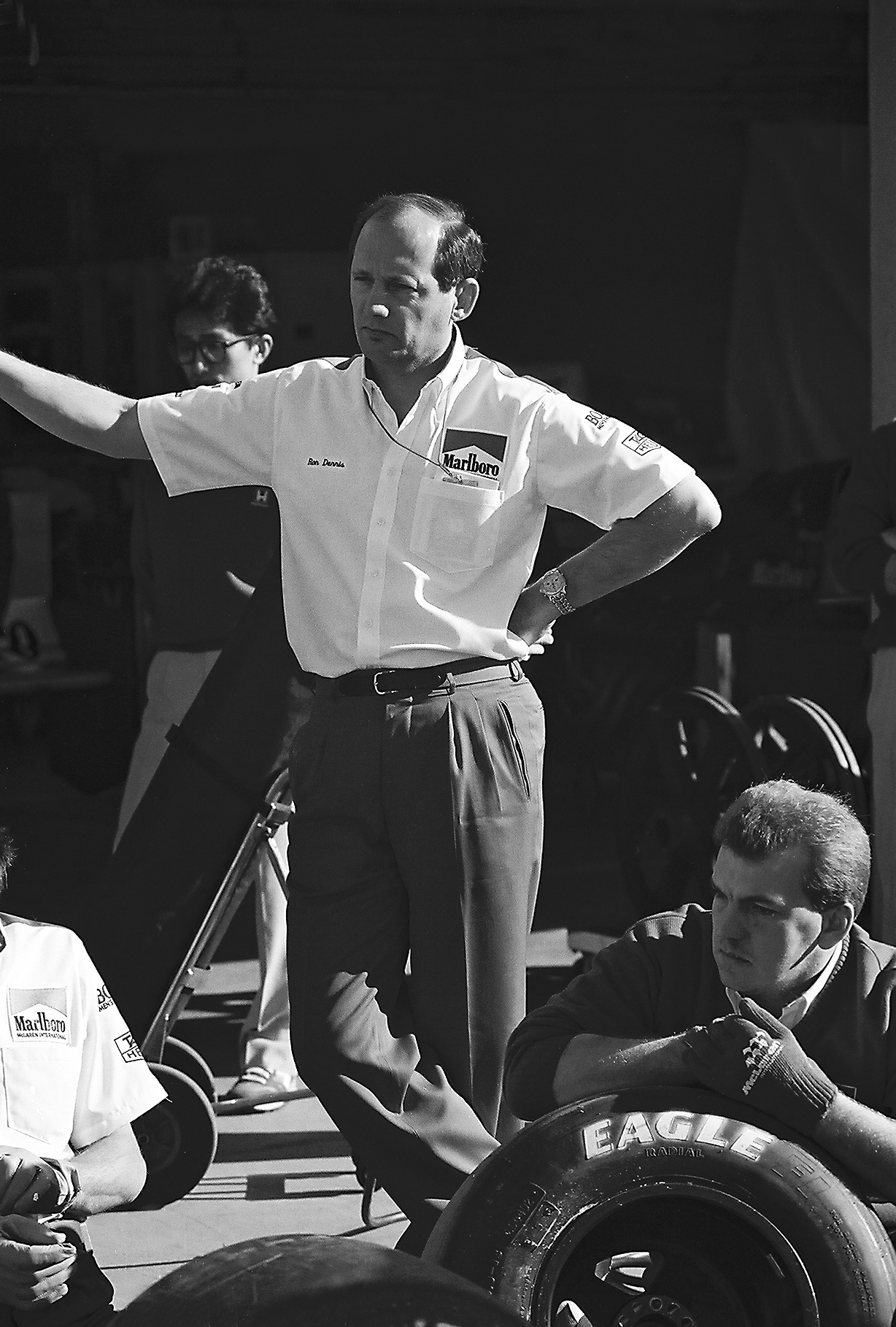
Ron Dennis en 1991.

Le groupe prend ses racines dans l'écurie de Formule 1 McLaren Racing fondée par le pilote néo-zélandais Bruce McLaren en 1963 sous le nom de Bruce McLaren Motor Racing. Ses activités sont alors essentiellement axées sur le CanAm, un championnat automobile qui se déroulait en Amérique du Nord et qui opposait des voitures de type « Prototype », puis dans un second temps, la Formule 1. À la suite du décès du Néo-Zélandais durant des tests sur le circuit de Goodwood en juin 1970, l'Américain Teddy Mayer prend la direction de l'équipe et la mène à ses deux premiers titres de Champion du monde en 1974 avec le Brésilien Emerson Fittipaldi.
Après six années consécutives dans le top 3 du championnat du monde des constructeurs, les résultats se dégradent fortement. Marlboro, principal sponsor du McLaren Racing tente alors d'opérer un rapprochement avec l'équipe de course Project Four de l'homme d'affaires britannique Ron Dennis qui cherche une nouvelle fois à accéder à la Formule 1, et qui vient d'engager pour cela l'ingénieur britannique John Barnard, chargé de concevoir la première F1 de l'histoire en matériaux composites. Le mariage se concrétise en novembre 1980. Ron Dennis devient le propriétaire de l'équipe en rachetant l'intégralité des parts, et en prend également la direction opérationnelle. Sous son impulsion, l'équipe McLaren opère un spectaculaire retour au premier plan, et enchaîne les titres mondiaux des pilotes (Lauda en 1984, Prost en 1985, 1986 et 1989, Senna en 1988, 1990 et 1991) ainsi que des constructeurs, avec les motoristes Porsche puis Honda.
En 1983, Ron Dennis propose à l'homme d'affaires franco-saoudien Mansour Ojjeh de le rejoindre chez McLaren. Ojjeh est alors déjà un homme influent dans l'univers du sport automobile et de la Formule 1, étant l'un des principaux partenaires de Franck Williams et du Williams F1 Team. Ojjeh rejoint Dennis et achète via sa société holding TAG 50 % des parts de McLaren. Le McLaren Group voit officiellement le jour le 2 décembre 1985. La société prend le nom de TAG McLaren Group.

### Le développement des activités
À la fin des années 1980, les succès en Formule 1 s'accumulent pour McLaren. L'équipe souhaite alors se lancer un nouveau défi et veut concevoir sa première voiture grand tourisme, la McLaren F1. Le projet est mené par l'ingénieur automobile sud-africain Gordon Murray. Une usine toute neuve est construite à Woking, face au siège de McLaren Group et une société est créée spécialement en 1989 : McLaren Cars. En 1992, le groupe commence le développement de la voiture, qui possède de nombreuses similarités avec les monoplaces de Formule 1. Au total, 106 voitures furent produites entre 1992 et 1998 qui restent encore aujourd'hui, l'une des voitures les plus rapides avec la Koenigsegg Agera R, Bugatti Veyron and SSC Ultimate Aero. En 1995, la McLaren F1 remporte les 24 Heures du Mans, pour sa première participation.
Le 3 janvier 2000, Ojjeh et Ron Dennis vendent 40 % de la totalité de leur part au constructeur allemand Daimler AG, qui motorisait les monoplaces du McLaren Racing depuis 1995 via sa marque Mercedes-Benz. En novembre 2003, le groupe change de nom pour s'appeler McLaren Group.
En août 2006, Daimler AG étudie la possibilité de racheter les parts de Ron Dennis et Mansour Ojjeh, afin d'obtenir la totalité du groupe. Cependant, en janvier 2007, la Bahrain Mumtalakat Holding Company, qui appartient au Royaume de Bahreïn entre au capital et achète 15 % des parts de Dennis et 15 % des parts de Ojjeh.
En septembre 2009, McLaren annonce la production d'une nouvelle voiture : la McLaren MP4-12C qui sera suivi de la McLaren P1.
Le 16 novembre 2009, Mercedes rachète l'écurie de Formule 1 Brawn GP et annonce son intention de se désengager de McLaren sous deux ans. L'actionnariat est alors partagé entre la Bahrain Mumtalakat Holding Company, Ron Dennis et le groupe TAG.
Le 30 juin 2017, le McLaren Technology Group annonce que Ron Dennis a revendu l'intégralité de ses parts aux deux autres actionnaires, sans toutefois en préciser la répartition.

### La diversification du groupe
Le 13 janvier 2015, le McLaren Group change de nom et devient le McLaren Technology Group. Ce changement est censé marquer le nouveau cap dans la diversité des activités du groupe, dans les domaines multiples de la haute technologie industrielle, dans le secteur du pétrole et du gaz, de la santé, de l'industrie pharmaceutique, de l'aviation ou encore de la finance. L'entreprise annonce alors que 75 % de ses effectifs ne sont pas impliqués dans le domaine du sport automobile.

## Filiales
Le McLaren Group comprend huit filiales dont :
- L'écurie McLaren Racing ;
- La marque automobile McLaren Automotive (fruit de la fusion entre McLaren Cars et McLaren Composites) ;
- McLaren Electronic Systems ;
- McLaren Marketing ;
- McLaren Applied Technologies ;
- L'écurie Indycar Arrow McLaren SP.
- L'écurie NEOM McLaren (Formula E et Extreme E)
- McLaren Gaming